# 貨物崇拜
貨物崇拜（英語：Cargo Cults），又譯作貨物運動、船货崇拜、拜物教等，是一種宗教形式，特別出現於一些與世隔絕的原住民中。當貨物崇拜者看見外來的先進科技物品，便會將之當作神祇般崇拜。

## 詞源
彼得·伍斯利在《号角即将吹响：美拉尼西亚的货物崇拜研究》（The Trumpet Shall Sound: A Study of "Cargo" Cults in Melanesia）中定義「貨物崇拜」：「在晚近數年間於南大平洋上奇怪的宗教運動。這些運動中，先知宣揚世界末日即將到來，祖先或上帝等解放力量，將帶著人們渴望的貨物再來，並迎來永遠幸福的統治。」

## 典型範例

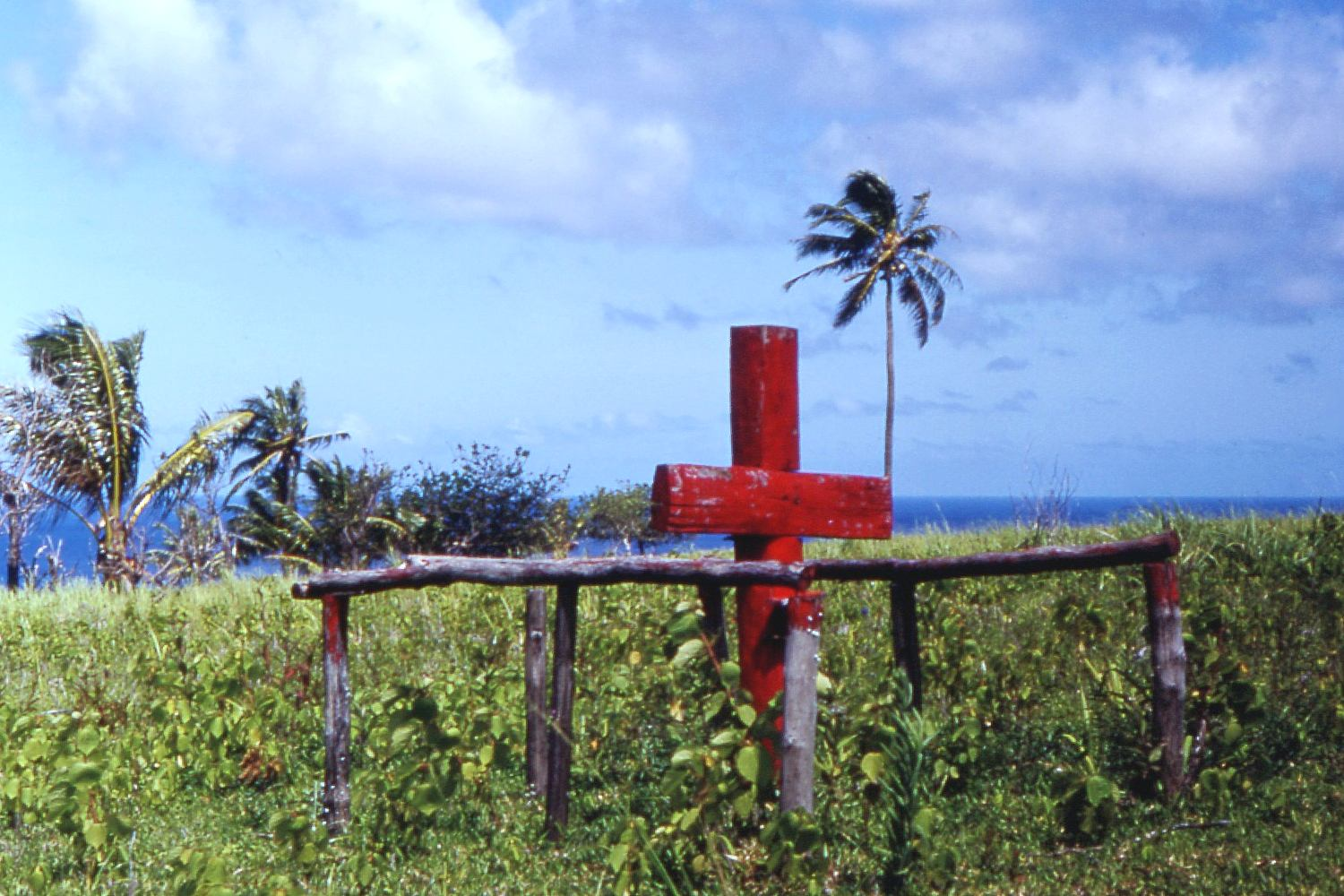
塔納島上的十字架

最為知名的貨物崇拜，是萬那杜塔納島的「约翰·弗鲁姆教」（John Frum Movement）。第二次世界大戰太平洋戰爭時，美軍於塔納島建立一臨時基地。當時島上的原住民看見美軍於「大鐵船」（軍艦）內出來，皆覺得十分驚訝；他們也看到，有一些「大鐵鳥」（軍用飛機）運送穿著美軍軍服的人及許多物資。這些原住民看見這種情況均感到很驚訝，並覺得這些「大鐵船」及「大鐵鳥」十分厲害。加上美軍也提供部份物資給原住民，而這些物資對原住民來說十分有用，結果這些原住民將美軍當作神。
二次世界大戰結束後，美軍離開塔納島，只留下一些美軍軍服及一些貨物。塔納島原住民便認為這些貨物具有神奇力量，又相信「神」（美軍）他日會回來並帶來更多貨物，使他們展開一個幸福新時代。但是美軍當然再也沒有回來塔納島，因此這些原住民便自己發展出一套敬拜儀式，崇拜美軍軍服及貨物；表现形式是原住民会穿着美军军服、升起美国国旗，图腾则是木刻的飞机。一般把这個新興宗教称为「约翰·弗鲁姆教」。

## 外部連結
- Vanuatu cargo cult marks 50 years (BBC News) （页面存档备份，存于）
- Information on the Jon Frum Cargo Cult (still active) （页面存档备份，存于）
- Contemporary Cargo Cults by John FitzGerald （页面存档备份，存于）
- Western Oceanian Religions
- 2006 Smithsonian Magazine article entitled: "In John They Trust." （页面存档备份，存于）
- Cargo cults includes a bibliography
- Account of a Visit to a Jon Frum Village in 2005
- Air Force Magazine, January 1991, Vol. 74, No. 1. Summary from the guys who fly those Cargoes.
- Cabinet Magazine article （页面存档备份，存于）
- Cargo Cult YouTube Video （页面存档备份，存于）